# Digital Bath
"Digital Bath" es una canción de la banda de metal alternativo Deftones perteneciente a su tercer álbum, White Pony. Es la segunda canción del álbum y fue lanzada como sencillo promocional.

## Estilo
"Digital Bath" posee una gran variedad de efectos y samples. El verso está compuesto por guitarras con eco, junto con voces suaves y susurradas. La canción presenta un tono vocal inusualmente alto por parte del vocalista Chino Moreno, que nunca había aparecido en otro material de Deftones. A pesar de la "belleza" de la canción, Moreno afirmó que la canción trata sobre "electrocutar a una chica en una bañera".

## Video musical
Un video musical fue hecho, el cual fue dirigido por Andrew Bennett. Muestra escenas procedente de algunos conciertos de la banda y en otras se pueden ver las sesiones en un estudio de grabación. La canción fue interpretada en The Tonight Show with Jay Leno el 9 de febrero de 2001.

## En la cultura popular
La canción apareció en los créditos finales de la película de terror de 2001 Soul Survivors.

## Listas de éxitos
| País           | Lista (2001)       | Mejor posición |
| -------------- | ------------------ | -------------- |
| Estados Unidos | Modern Rock Tracks | 16             |
| Estados Unidos | Mainstream Rock    | 38             |

## Versiones
La banda británica de mathcore Rolo Tomassi hicieron una versión de la canción para el álbum recopilatorio de la revista Kerrang! Kerrang! Ultimate Rock Heroes!, lanzado en junio de 2015.
Brandon Smith de The Anix hizo una versión para el séptimo álbum de la banda, Hologram.